# Saori Fujiyoshi
Saori Fujiyoshi (藤吉佐緒里?, Fujiyoshi Saori; Fukuoka, 9 aprile 1987) è un'ex cestista giapponese.

## Carriera
Con il Giappone ha disputato i Campionati mondiali del 2010.